# Buddy Shuman 250 1962
Buddy Shuman 250 1962 var ett stockcarlopp ingående i Nascar Grand National Series (nuvarande Nascar Cup Series) som kördes 7 september 1962 på den 0,4 mile (643,737 m) långa ovalbanan Hickory Motor Speedway i Hickory, North Carolina. Totalt avverkades 100 miles (160,934 km) fördelat på 250 varv. Banunderlaget var dirt. Loppet vanns av Rex White i en Chevrolet ägd av White själv på tiden 1:35.21 med en medelhastighet på 70,574 mph. Han var vid målgång ensam förare på ledarvarvet, nio varv före tvåan Jimmy Pardue. Prispotten uppgick till 4 725 dollar, varav 1 000 dollar gick till segraren. Loppet är uppkallat efter stockcarföraren Buddy Shuman som dog i en hotellbrand 13 november 1955.

## Resultat
| Plc     | Nr | Förare         | Team/ bilägare    | Konstruktör | Start | Varv | Ledda varv |
| ------- | -- | -------------- | ----------------- | ----------- | ----- | ---- | ---------- |
| 1       | 4  | Rex White      | Rex White         | Chevrolet   | 3     | 250  | 178        |
| 2       | 54 | Jimmy Pardue   | Jimmy Pardue      | Pontiac     | 4     | 241  | 0          |
| 3       | 87 | Buck Baker     | Buck Baker        | Chrysler    | 9     | 240  | 0          |
| 4       | 36 | Larry Thomas   | Wade Younts       | Dodge       | 13    | 240  | 0          |
| 5       | 8  | Joe Weatherly  | Bud Moore         | Pontiac     | 7     | 239  | 0          |
| 6       | 62 | Curtis Crider  | Curtis Crider     | Mercury     | 14    | 236  | 0          |
| 7       | 48 | G.C. Spencer   | G.C. Spencer      | Chevrolet   | 2     | 23   | 0          |
| 8       | 2  | Bill Foster    | Cliff Stewart     | Pontiac     | 18    | 228  | 0          |
| 9       | 19 | Herman Beam    | Herman Beam       | Ford        | 21    | 224  | 0          |
| 10      | 42 | Richard Petty  | Petty Enterprises | Plymouth    | 5     | 220  | 0          |
| 11      | 17 | Fred Harb      | Fred Harb         | Ford        | 20    | 206  | 0          |
| 12      | 49 | Bob Welborn    | J.C. Parker       | Pontiac     | 6     | 172  | 0          |
| 13      | 60 | Ray Hughes     | Ray Hughes        | Plymouth    | 17    | 159  | 0          |
| 14      | 1  | George Green   | Jess Potter       | Chevrolet   | 24    | 152  | 0          |
| 15      | 34 | Wendell Scott  | Wendell Scott     | Chevrolet   | 13    | 150  | 0          |
| 16      | 67 | Jerry Burnett  | Reb Wickersham    | Chevrolet   | 12    | 143  | 0          |
| 17      | 11 | Ned Jarrett    | B.G. Holloway     | Chevrolet   | 11    | 130  | 0          |
| 18      | 76 | Neil Castles   | Neil Castles      | Ford        | 22    | 118  | 0          |
| 19      | 41 | Bob Cooper     | Bob Cooper        | Ford        | 23    | 115  | 0          |
| 20      | 26 | Fred Lorenzen  | Mamie Reynolds    | Ford        | 10    | 106  | 0          |
| 21      | 3  | Junior Johnson | Ray Fox           | Pontiac     | 1     | 72   | 72         |
| 22      | 91 | Gary Sain      | Bob Osiecki       | Dodge       | 8     | 66   | 0          |
| 23      | 47 | Jack Smith     | Jack Smith        | Pontiac     | 16    | 62   | 0          |
| 24      | 63 | Glenn Killian  | Curtis Crider     | Mercury     | 19    | 3    | 0          |
| Källor: |    |                |                   |             |       |      |            |